# Вдовиченков Володимир Володимирович
Володимир Володимирович Вдовиченков (рос. Владимир Владимирович Вдовиченков; нар. 13 серпня 1971, Гусєв) — російський актор театру і кіно. Заслужений артист Російської Федерації (2012). Фігурант бази даних центру «Миротворець».

## Життєпис
Володимир Володимирович Вдовиченков народився 13 серпня 1971 року в місті Гусєв, Калінінградській області і жив там до закінчення школи. У дитинстві займався боксом. Закінчив 42-гу Кронштадтську морехідну школу в 1989 р. і чотири роки служив на Північному і Балтійському флотах. З дитинства любив кіно (його кумиром був Ван Дамм) і вирішив спробувати вступити до ВДІКу.
Навчаючись на підготовчих курсах, працював офіціантом у клубі. У 1997 р. вступив до ВДІКу в майстерню Георгія Георгійовича Тараторкіна, яку закінчив у 2001 р.
Коли був студентом, знімався в кіно, рекламних роликах, у кліпах та в епізодах у фільмах. На четвертому курсі режисер Олексій Сидоров затвердив Вдовиченкова на одну з головних ролей в телесеріалі «Бригада». Роль Філа принесла Володимиру популярність.
Працював у Театрі імені Моссовєта. З 2002 р. працює в трупі Державного академічного театру ім. Є. Вахтангова.

## Особисте життя
- Перший раз Володимир одружився в 18 років на дівчині, з якою вчився в паралельних класах. Другий раз одружився — в 20, третій — у 27 років.
- Друга дружина Ганна Леонідівна Вдовиченкова.
- Син Леонід Вдовиченков (1993 р. н.) (від другого шлюбу живе в Санкт-Петербурзі).
- Третя дружина, Наталія Давидова, керує торгово-комерційним центром «Юпітер» у Москві.
- Четверта дружина, з 2005 р., актриса, Ольга Філіпова (Шмойлова) (нар. 23 січня 1977), дочка Вероніка 2005 р.н.

## Сім'я
- Батько Володимир Вдовиченков (1943—1993) — працював старшим механіком на заводі світлотехнічної арматури.
- Мати Світлана Вікторівна Вдовиченкова (Леонова) — інженер у цеху на заводі світлотехнічної арматури.
- Дядько Володимир Вікторович Леонов (1964—1991) (молодший брат матері, замінив йому старшого брата).
- Старша сестра Ірина працює в ресторанному бізнесі.
- Молодший брат Костянтин Вдовиченков (нар. 1983) навчався в Калінінградському технічному держуніверситеті, займається медіарекламою.

## Визнання і нагороди
- 2007 — лауреат Премії «Кумир» (за роль у фільмі «Бумер»)
- 2006 — приз за «Найкращу головну чоловічу роль» (XIV Міжнародний фестиваль акторів кіно «Сузір'я», за роль у фільмі «Час збирати каміння»).
- 2003 — Диплом за акторську роботу в професійному кінематографі (XXIII Міжнародний фестиваль ВДІК, за роль у фільмі «Бумер»).
- Почесний житель міста Гусєва (2006).
- 2012 — Заслужений артист Росії.

## Номінації
- 2006 — номінація «Найкраща чоловіча роль» на кінопремію «Золотий овен» (за роль у фільмі «Бумер. Фільм другий»).
- 2005 — номінація «Найкраща чоловіча роль» на кінопремію «Золотий овен» (за роль у фільмі «Час збирати каміння»).
- 2003 — номінація «Найкраща чоловіча роль» на кінопремію «Золотий овен» (спільно з А. Мерзлікіним, С. Горобченко і М. Коноваловим, за роль у фільмі «Бумер»).
- 2002 — номінація «Фатальний чоловік» на театральну премію «Чайка» (за роль у виставі «Царське полювання»).

## Фільмографія
- 1999 — Президент і його внучка — охоронець Президента
- 2000 — Кордон. Тайговий роман — патрульний
- 2001 — Квітень
- 2002 — Розпечена субота
- 2002 — Бригада — Валерій Костянтинович Філатов
- 2003 — Бумер — Костя («Кіт»)
- 2005 — Час збирати каміння — капітан Дьомін
- 2006 — Біси — Шатов
- 2006 — Бумер. Фільм другий — Костянтин Огородников («Кіт»)
- 2006 — Сьомий день — брат Михайло
- 2007 — Мимра — Сергій Анатолійович Крилов
- 2007 — Параграф 78 — «Скіф»
- 2007 — Параграф 78. Фільм другий — «Скіф»
- 2007 — Рекетир — Володя
- 2009 — Тарас Бульба — Остап Бульбенко
- 2009 — Заборонена реальність — Горшін
- 2009 — Кромов — Олексій Кромов
- 2009 — Вихід
- 2010 — Спокута
- 2010 — Якби я тебе кохав — Павло
- 2010 — Дядя Ваня (фільм-спектакль) — Астров Михайло Львович
- 2011 — Людина біля вікна — Стас
- 2012 — Серпень. Восьмого — Президент Росії
- 2012 — Свято під замком — Михайло Сорокін
- 2012 — Калейдоскоп любові — Сергій
- 2012 — Одного разу в Ростові — Константин Толстопятов
- 2021 — Чемпіон світу (фільм, 2021)